# Melanosmicra
Melanosmicra is een geslacht van vliesvleugeligen uit de familie bronswespen (Chalcididae). De wetenschappelijke naam van dit geslacht is voor het eerst geldig gepubliceerd in 1904 door Ashmead.

## Soorten
Het geslacht Melanosmicra omvat de volgende soorten:
- Melanosmicra acutodentata Navarro-Tavares & Tavares, 2008
- Melanosmicra areta (Burks, 1939)
- Melanosmicra bilobata Navarro-Tavares & Tavares, 2008
- Melanosmicra carenata Navarro-Tavares & Tavares, 2008
- Melanosmicra flavicollis (Cameron, 1904)
- Melanosmicra gracilis (Kirby, 1889)
- Melanosmicra guara Navarro-Tavares & Tavares, 2008
- Melanosmicra immaculata Ashmead, 1904
- Melanosmicra latidentata Navarro-Tavares & Tavares, 2008
- Melanosmicra nigra Navarro-Tavares & Tavares, 2008
- Melanosmicra polita Navarro-Tavares & Tavares, 2008
- Melanosmicra tricolor Navarro-Tavares & Tavares, 2008